# Équation de Liénard
En mathématiques, notamment dans l'étude des systèmes dynamiques et des équations différentielles, une équation de Liénard est une forme particulière d'équation différentielle du second ordre. Elle a été proposée par le physicien français Alfred-Marie Liénard. Le système physique associé à cette équation est appelé système de Liénard.
Durant le développement des radios et des tubes à vide, les équations de Liénard furent beaucoup étudiées car elles permettaient de modéliser le comportement des circuits oscillants. Moyennant certaines hypothèses, le théorème de Liénard garantit l'existence d'un cycle limite pour de tels systèmes.

## Définition
Soit f et g deux fonctions de classe {\displaystyle {\mathcal {C}}^{1}} sur {\displaystyle \mathbb {R} }, avec g une fonction impaire et f une fonction paire. Alors on appelle « équation de Liénard » l'équation différentielle :
{\displaystyle {d^{2}x \over dt^{2}}+f(x){dx \over dt}+g(x)=0}.
On peut l'écrire sous forme d'un système différentiel, c'est-à-dire d'une équation vectorielle d'ordre un en dimension deux. On pose :
{\displaystyle F(x):=\int _{0}^{x}f(\xi )d\xi }
{\displaystyle x_{1}:=x}
{\displaystyle x_{2}:={dx \over dt}+F(x)}
alors on appelle « système de Liénard » l'équation suivante :
{\displaystyle {\begin{bmatrix}{\dot {x}}_{1}\\{\dot {x}}_{2}\end{bmatrix}}=\mathbf {h} (x_{1},x_{2}):={\begin{bmatrix}x_{2}-F(x_{1})\\-g(x_{1})\end{bmatrix}}}

## Exemple
L'oscillateur de Van der Pol, qui vérifie l'équation :
{\displaystyle {d^{2}x \over dt^{2}}-\mu (1-x^{2}){dx \over dt}+x=0}
est un système de Liénard.

## Théorème de Liénard
Étant donné un système de Liénard qui vérifie :
- {\displaystyle \forall x>0\qquad g\left(x\right)>0} ;
- {\displaystyle \lim _{x\to \infty }F(x):=\int _{0}^{x}f(\xi )d\xi \ =\infty } ;
- F(x) possède une unique racine strictement positive en a, F(x) < 0 pour 0 < x < a ;
- F(x) > 0 et est monotone pour x > a .

Alors le système de Liénard possède un unique cycle limite stable, qui entoure l'origine.